# Suladwergooruil
De Suladwergooruil (Otus sulaensis) is een vogelsoort uit de familie van de strigidae (uilen).

## Verspreiding en leefgebied
Deze soort is endemisch op de Soela-eilanden (Taliabu, Seho, Mangole en Sanana).

## Status
De grootte van de populatie is in 2010 geschat op minder dan 10.000 volwassen vogels, verdeeld over meerdere deelpopulaties. Op de Rode lijst van de IUCN heeft deze soort de status gevoelig.